# كريماوا (سقز)
قرية كريماوا (بالكردية: کەریماوا) هي إحدى القرى التابعة لـصاحب في ريف قسم زيويه من مقاطعة سقز، في محافظة كردستان الإيرانية.

## السكان
حسب إحصاءات سنة 2006، بلغ إجمالي السكان في كريماوا 379 نسمة وعدد المساكن 75 مسكن. لغة سكان كريماوا هي اللغة الكردية و هم من أهل السنة والجماعة والمذهب الشافعي.